# Cyrnaonyx
Cyrnaonyx és un gènere de llúdria prehistòrica que visqué durant el Plistocè en allò que avui en dia és el sud d'Europa. Se n'han trobat restes fòssils al Llenguadoc-Rosselló i la regió de Verona (C. antiqua), a més de l'illa de Sardenya (C. majori). Les llúdries del gènere Aonyx es troben entre els seus parents vivents més propers.